# Brachygalba
Brachygalba là một chi chim trong họ Galbulidae.